# Honda CBR 450 SR
A CBR 450 SR é uma moto esportiva brasileira fabricada pela Honda entre 1989 e 1994. O modelo é considerado a primeira Honda 100% brasileira, por se tratar de modelo plenamente desenvolvido pelos técnicos da fábrica de Manaus e tendo sua venda feita exclusivamente no Brasil.
Resultado de uma pesquisa junto a concessionárias e público em 1987, para saber o que deveria ser melhorado na CB (CB 400, também da Honda), a CBR 450 SR nascia em setembro de 1989 como primeira esportiva nacional com motor quatro-tempos. Toda carenada, com um desenho muito moderno para a época, impressionava pela beleza, esteticamente inspirada na Japonesa CBR 250RR versão MC17 produzida em 1987, da qual inclusive aproveita muitas peças da carenagem. Este aproveitamento de peças explica a falta de função das saídas de ar na lateral da carenagem, uma vez que na original Japonesa estas saídas de ar serviam de exaustão do ar já aquecido pelo radiador.

## Lançamento
Lançada em uma época de importações fechadas, a CBR tinha como concorrente mais próxima a RD 350 R, mas era muito mais cara. Embora com desempenho inferior ao da RD, que desenvolvia 55 cv, o ronco de seu motor era uma verdadeira "música" para os que preferem os quatro-tempos. Em todo o tempo que foi produzida a CBR não sofreu alterações mecânicas, de ciclística ou desenho: as únicas mudanças foram de grafismos, em 1991 e 1993. O modelo de 1991, com as cores branca, vermelha e azul, é conhecido entre seus fãs pelo apelido de "Capitão América" e em 1993 algumas foram apelidadas de "Babaloo". Os grafismos mais clássicos foram os de 1989/1990.

## Fim de produção
Em dezembro de 1994 a CBR 450 SR deixava de ser fabricada, pois as importadas faziam concorrência cada vez mais intensa. Seu preço era alto diante do que oferecia em desempenho e, certamente, influiu o crescimento da onda naked, de motos sem carenagem, como a Suzuki GS 500E, ainda importada, que era oferecida a preço similar. Mas a CBR terminou sua carreira com milhares de fãs e até hoje, no mercado de usadas, possui bom valor de revenda.